# كريم رقيق
كريم رقيق (بالهولندية: Karim Rekik؛ مواليد 2 ديسمبر 1994) لاعب كرة قدم هولندي من أصل تونسي يلعب حاليًّا مع نادي نادي الجزيرة الإماراتي في مركز المدافع.
كما سبق له اللعب في إنجلترا مع أندية مانشستر سيتي ونادي بورتسموث ونادي بلاكبيرن روفرز كما سبق له اللعب في هولندا مع فينورد روتردام وشفيغنين وبي إس في آيندهوفن ونادي إشبيلية. كما لعب مع المنتخب الهولندي تحت 19 سنة.

## روابط خارجية
- كريم رقيق على موقع الاتحاد الدولي (مؤرشف)  (الإنجليزية)
- كريم رقيق على موقع الاتحاد الأوربي (الإنجليزية)
- كريم رقيق على موقع قاعدة بيانات كرة القدم.إي يو (الإنجليزية)
- كريم رقيق على موقع ليكيب (الفرنسية)
- كريم رقيق على موقع ناشيونال فوتبول تيمز (الإنجليزية)
- كريم رقيق على موقع Soccerbase.com (لاعب) (الإنجليزية)
- كريم رقيق على موقع Soccerway.com (الإنجليزية)
- كريم رقيق على موقع عالم كرة القدم.نت (الإنجليزية)
- كريم رقيق على موقع كووورة
- كريم رقيق على موقع AS.com (الإسبانية)